# Petr Hlavatý
Petr Hlavatý (30. června 1958 Hořice v Pokrkonoší - 25. prosince 2017 Kolín) byl český zpěvák, pedagog a sbormistr. Byl externím spolupracovníkem Státní opery Praha a profesorem zpěvu v ZUŠ Františka Kmocha v Kolíně. Jako umělecký vedoucí a sbormistr vedl v minulosti sbor Akademického gymnázia ve Štěpánské ulici v Praze a smíšený pěvecký sbor Cantores Cantant při ZUŠ Františka Kmocha v Kolíně.

## Život Petra Hlavatého
Absolvoval na pražské HAMU a po sametové revoluci krátce vystupoval v Národním divadle na jevišti Státní opery, kde nadále zůstával jako externista. Spolupracoval s předními symfonickými orchestry, velkou řádkou filharmonických těles s váženými dirigenty (Libor Pešek, Jiří Bělohlávek, Václav Neumann, Vladimír Válek a další). Byl sólistou Komorní opery v Praze. Účinkoval jako sólista v provedení Mozartova Requiem ve Francii (dirigoval slavný Yehudi Menuhin) za účasti významných zpěváků. Považoval se za příznivce skladatelů klasické a církevní tvorby, snažil se o jejich propagování a autentické nastudování a provádění. Oratorní a písňová tvorba českých a světových autorů (Dvořák, Smetana, Martinů, Schubert, Janáček a další) mu byla bližší než operní scéna.
Dlouhá léta působil jako pedagog na Akademickém gymnáziu v Praze, kde vedl i tamní smíšený sbor. Později začal také vyučovat zpěv na Základní umělecké škole Františka Kmocha v Kolíně. Pod jeho rukama prošly desítky laureátů pěveckých soutěží a členů dnešních operních divadel. Za pedagogickou práci a přístup k umění byl třikrát oceněn Společností Jana Masaryka a byla mu udělena Pamětní medaile Cti a vděčnosti.
Od roku 2013 převzal malý sboreček Církve československé husitské a vybudoval z něj po nastudování náročnějších sborových skladeb a rozšíření o své žáky sbor Cantores Cantant pod Základní uměleckou školou v Kolíně. Dnes má tento sbor cca 25 členů a jeho repertoár je zaměřen na klasickou a církevní tvorbu. Sbor vystupuje zpravidla v kostelech v Kolíně, Kutné Hoře, Praze, Hradci Králové. Z významných skladeb, které sbor nastudoval, je možné jmenovat Dvořákovo Stabat Mater, Mozartovo Requiem nebo jeho Korunovační.
Petr Hlavatý zemřel 25. prosince 2017 v kolínské nemocnici. Poslední rozloučení proběhlo 3. ledna 2018 v kolínském chrámu sv. Bartoloměje při zádušní mši celebrované kardinálem Dominikem Dukou. Na přání zesnulého zaznělo Mozartovo Requiem.